# Jakob Johannes Sederholm

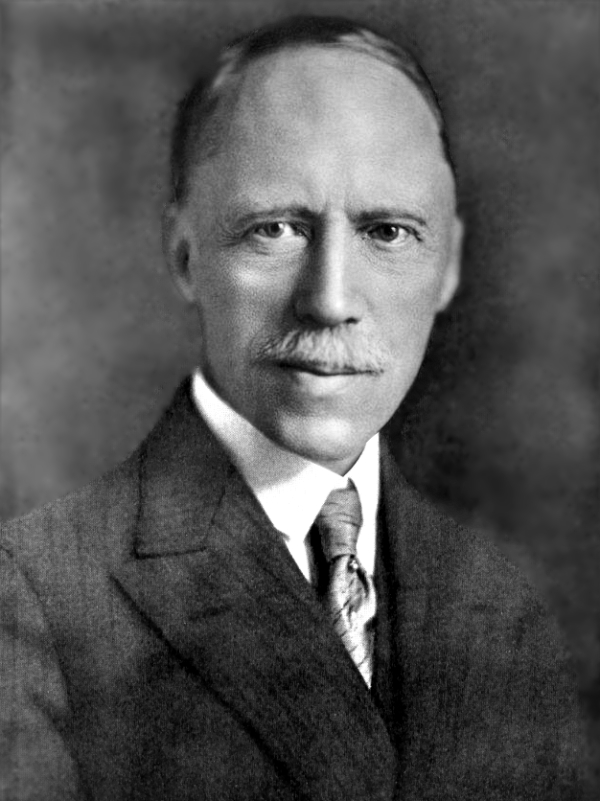
J. J. Sederholm

Jakob Johannes Sederholm (* 20. Juli 1863 in Helsinki; † 26. Juni 1934 ebenda) war ein finnischer Petrologe, der vor allem auf dem Gebiet der Migmatite forschte, auf ihn geht dieser Begriff zurück.

## Leben
Sederholm wurde zeit seines Lebens von Krankheiten geplagt und wählte das Studium der Geologe, um an der freien Luft arbeiten zu können. Zuerst studierte er in Helsinki, dann in Stockholm (1885 bis 1888) bei Waldemar Christofer Brøgger und schließlich in Heidelberg (1890/91) bei Harry Rosenbusch. Er kehrte nach Finnland zurück, um für den geologischen Dienst (finn.: Geologian tutkimuskeskus) zu arbeiten und wurde 1888 Staatsgeologe. 1893 stieg er zum Direktor des Dienstes auf, ein Posten, den er bis 1930 behielt. 1928, 1929 und 1933 hielt er Gastvorlesungen an nordamerikanischen Universitäten. 1910 wurde er korrespondierendes und 1918 auswärtiges korrespondierendes Mitglied der Russischen Akademie der Wissenschaften. 1922 wurde er zum korrespondierenden Mitglied der Göttinger Akademie der Wissenschaften gewählt. Im Jahr 1932 wurde er zum Mitglied der Leopoldina gewählt.

## Werk
Sederholm forschte im präkambrischen Grundgebirge Finnlands und veranlasste ein Programm zur Kartierung, in dessen Rahmen zwischen 1899 und 1925 viele geologische Karten und Beschreibungen erschienen. Die Gneise in seinem Studiengebiet, dem Baltischen Schild, sind oft von gemischter Zusammensetzung, indem granitische Lagen mit metamorphen wechsellagern. Sederholm nannte diesen Gesteinstyp Migmatit und sah ihn als Produkt von Intrusionen magmatischer in metamorphe Gesteine in der Tiefe.
Im Laufe seiner Karriere veröffentlichte er mehr als 250 wissenschaftliche Arbeiten.

## Ehrungen
Er empfing die Murchison-Medaille der Geological Society of London (1928) und die Penrose-Medaille der Geological Society of America (ebenfalls 1928). Das Mineral Sederholmit, ein Nickel-Selen-Mineral, ist nach ihm benannt. Er war vielfacher Ehrendoktor.

## Sonstiges Wirken
Neben seiner geologischen Arbeit war Sederholm Mitglied des finnischen Parlaments und reiste in dessen Namen zu Sitzungen des Völkerbunds. Für den Völkerbund leitete er 1921 bis 1923 die Untersuchungskommission über Albanien. Außerdem war er Mitglied und zweimaliger Vorsitzender der Ökonomischen Gesellschaft Finnlands.

## Schriften
- Studien über archäische Eruptivgesteine, 1891
- Om berggrunden i södra Finland, 1893
- Über eine archaische Sedimentformation in SW Finnland, 1899
- Om granit och gneis, 1907
- On synantetic minerals, 1916
- Om migmatites etc., 1922 bis 1926
- Om graniterna i Sverige och Finland, 1928
- On spotted and nodular granites etc., 1928
- Pre-quaternary rocks of Finland, 1930
- On the sub-Bothnian unconformity, 1931
- On the Geology of Fennoscandia, 1930
- Über die Bodenfiguration des Pätijänne-Sees, 1932